# باتي مالات
باتي مالات هي كاتبة وشاعرة كندية وتحمل الجنسية الفرنسية، وهي والدة مغني البوب جستن بيبر ومؤلفة للكثير من أغانيه. ولدت في 2 أبريل 1975 في أونتاريو الكندية لعائلة فرنسية مهاجرة. بدأت حياتها متمردة على المجتمع وملحدة وتعاطت المخدرات والكحول، ولكن سرعان ما عادت إلى المسيحية وأنجبت جاستن بيبر سنة 1994.

## لغة الكتابة
تكتب باللغة الفرنسية وأشهر كتبها هو مذكرة nowhere but up التي صدرت في أمريكا سنة 2012 وحققت ملايين المبيعات في الغرب.

## روابط خارجية
- باتي مالات على موقع IMDb (الإنجليزية)
- باتي مالات على موقع ميوزك برينز (الإنجليزية)
- باتي مالات على موقع قاعدة بيانات الفيلم (الإنجليزية)